# Меджидов, Ислам Акаевич
Ислам Акаевич Меджидов (20 марта 1994, Махачкала, Дагестан, Россия) — российский боксёр, призёр чемпионата России. Мастер спорта России.

## Спортивная карьера
Родился в Махачкале, является выходцем из селения Кадар Буйнакского района. Боксом занимается с 2006 года под руководством тренера Курбана Курбанова в махачкалинской РСДЮСШОР. Является неоднократным чемпионом Дагестана среди юниоров, юношей и молодёжи. В августе 2018 года стал победителем чемпионата СКФО. В сентябре 2021 года на чемпионате России в Кемерово, уступив в полуфинале Руслану Пидгирняку, стал бронзовым призёром.

## Достижения
- Чемпионат России по боксу 2021 — ;